# Fresnay-sur-Sarthe
Fresnay-sur-Sarthe és un municipi francès situat al departament del Sarthe i a la regió de País del Loira. L'any 2007 tenia 2.228 habitants.

## Demografia

### Població
El 2007 la població de fet de Fresnay-sur-Sarthe era de 2.228 persones. Hi havia 1.039 famílies de les quals 419 eren unipersonals (145 homes vivint sols i 274 dones vivint soles), 370 parelles sense fills, 153 parelles amb fills i 97 famílies monoparentals amb fills.
La població ha evolucionat segons el següent gràfic:
Habitants censats

### Habitatges
El 2007 hi havia 1.321 habitatges, 1.066 eren l'habitatge principal de la família, 87 eren segones residències i 168 estaven desocupats. 1.087 eren cases i 195 eren apartaments. Dels 1.066 habitatges principals, 610 estaven ocupats pels seus propietaris, 435 estaven llogats i ocupats pels llogaters i 21 estaven cedits a títol gratuït; 47 tenien una cambra, 76 en tenien dues, 242 en tenien tres, 346 en tenien quatre i 354 en tenien cinc o més. 638 habitatges disposaven pel capbaix d'una plaça de pàrquing. A 559 habitatges hi havia un automòbil i a 235 n'hi havia dos o més.

### Piràmide de població
La piràmide de població per edats i sexe el 2009 era:
| Homes | Edats   | Dones |
| ----- | ------- | ----- |
| 8     | 95 o +  | 4     |
| 16    | 90 a 94 | 36    |
| 20    | 85 a 89 | 64    |
| 40    | 80 a 84 | 52    |
| 36    | 75 a 79 | 112   |
| 84    | 70 a 74 | 72    |
| 80    | 65 a 69 | 108   |
| 60    | 60 a 64 | 92    |
| 68    | 55 a 59 | 56    |
| 76    | 50 a 54 | 84    |
| 64    | 45 a 49 | 88    |
| 80    | 40 a 44 | 60    |
| 44    | 35 a 39 | 72    |
| 56    | 30 a 34 | 64    |
| 64    | 25 a 29 | 56    |
| 64    | 20 a 24 | 36    |
| 80    | 15 a 19 | 72    |
| 80    | 10 a 14 | 44    |
| 56    | 5 a 9   | 40    |
| 44    | 0 a 4   | 28    |

## Economia
El 2007 la població en edat de treballar era de 1.179 persones, 761 eren actives i 418 eren inactives. De les 761 persones actives 640 estaven ocupades (335 homes i 305 dones) i 121 estaven aturades (48 homes i 73 dones). De les 418 persones inactives 236 estaven jubilades, 73 estaven estudiant i 109 estaven classificades com a «altres inactius».

### Ingressos
El 2009 a Fresnay-sur-Sarthe hi havia 1.029 unitats fiscals que integraven 2.034 persones, la mediana anual d'ingressos fiscals per persona era de 15.108 €.

### Activitats econòmiques
Dels 133 establiments que hi havia el 2007, 7 eren d'empreses alimentàries, 1 d'una empresa de fabricació de material elèctric, 2 d'empreses de fabricació d'altres productes industrials, 9 d'empreses de construcció, 33 d'empreses de comerç i reparació d'automòbils, 4 d'empreses de transport, 12 d'empreses d'hostatgeria i restauració, 1 d'una empresa d'informació i comunicació, 11 d'empreses financeres, 9 d'empreses immobiliàries, 12 d'empreses de serveis, 22 d'entitats de l'administració pública i 10 d'empreses classificades com a «altres activitats de serveis».
Dels 48 establiments de servei als particulars que hi havia el 2009, 1 era una oficina d'administració d'Hisenda pública, 1 gendarmeria, 1 oficina de correu, 5 oficines bancàries, 3 funeràries, 5 tallers de reparació d'automòbils i de material agrícola, 2 autoescoles, 1 paleta, 2 guixaires pintors, 2 fusteries, 1 lampisteria, 1 electricista, 3 empreses de construcció, 4 perruqueries, 4 veterinaris, 1 agència de treball temporal, 5 restaurants, 4 agències immobiliàries, 1 tintoreria i 1 saló de bellesa.
Dels 21 establiments comercials que hi havia el 2009, 2 eren supermercats, 2 grans superfícies de material de bricolatge, 1 una botiga de més de 120 m², 4 fleques, 4 carnisseries, 1 una llibreria, 1 una botiga de roba, 1 una botiga d'equipament de la llar, 1 una botiga d'electrodomèstics, 1 una botiga de mobles, 1 un drogueria i 2 floristeries.
L'any 2000 a Fresnay-sur-Sarthe hi havia 3 explotacions agrícoles.

## Equipaments sanitaris i escolars
El 2009 hi havia 1 psiquiàtric, 2 farmàcies i 3 ambulàncies.
El 2009 hi havia 1 escola maternal i 2 escoles elementals. Fresnay-sur-Sarthe disposava d'un col·legi d'educació secundària amb 301 alumnes.

## Poblacions més properes
El següent diagrama mostra les poblacions més properes.